# 15467 Aflorsch
15467 Aflorsch (1999 AN24) là một tiểu hành tinh vành đai chính được phát hiện ngày 15 tháng 1 năm 1999 bởi Khảo sát thiên thạch OCA-DLR ở Caussols.